# Catagapetus maclachlani
Catagapetus maclachlani là một loài Trichoptera trong họ Glossosomatidae. Chúng phân bố ở miền Cổ bắc.